# Julius Ailio

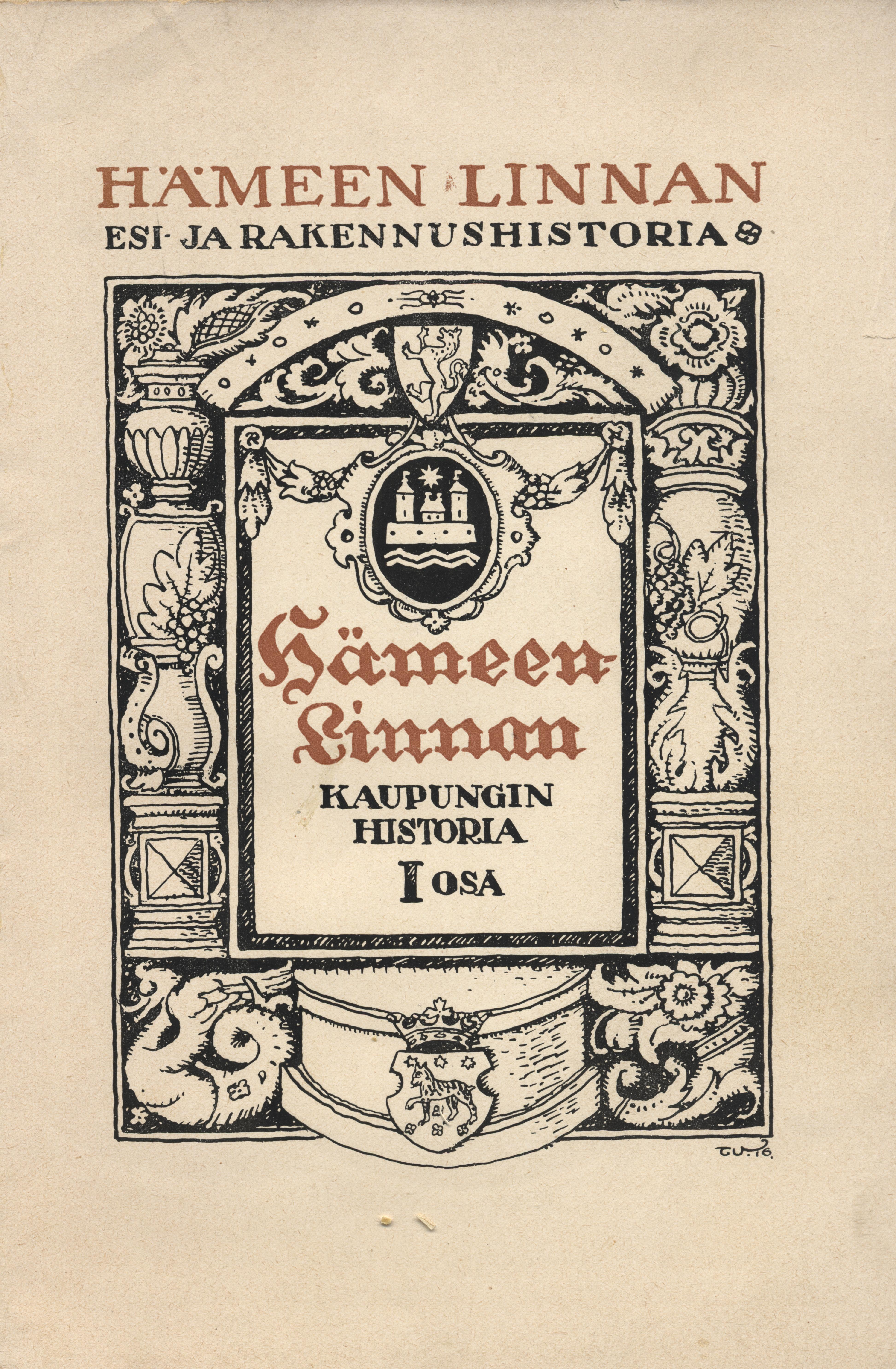
Julius Ailio, Hämeenlinnan kaupungin historia, del 1.

Julius Edvard Ailio (ursprungligen Ax), född 19 juli 1872 i Loppis, död 4 mars 1933 i Helsingfors, var en finländsk arkeolog och politiker.

## Biografi
Ailio var föreståndare för Nationalmuseets förhistoriska avdelning 1920–1930, riksdagsman (socialdemokrat) 1919–1921 och 1924–1932, utbildningsminister 1926–1927. Han var också en av grundarna till Arbetarakademien samt dess förste föreståndare 1924–1933.
Fast förankrad i sekelskiftets naturvetenskapliga och typologiska uppfattningar och med gedigen skolning även i geologi blev Ailio banbrytande genom sina arbeten Die steizeitlichen Wohnplatsfunde in Finnland (2 band 1909), Die geografische Entwicklung des Ladogasees (1915) och Fragen der russischen Steinzeit (i Finska fornminnesföreningens tidskrift, 29, 1922), banbrytare för den senare mer humanistiskt betonade vetenskapliga utforskningen om Finlands stenålder och den vidsträckta s. k. kamkeramiska kulturkretsen.
Den första vederhäftiga beskrivningen av ett större kamkeramiskt fyndmaterial ingår i hans avhandling från 1909. Ailio observerade avvikande lerkärl mellan båtyxkulturen och kamkeramiken. Hans typindelning som framläggs där var banbrytande, även om den till vissa delar har reviderats.
Ailio framlade redan 1917 flera argument till förmån för en kontinuitet i befolkningen, åtminstone i Tavastland. Han grundade Tavastlands landskapsmuseum. Viktiga synpunkter på de medeltida borgarnas historia lade han fram i Hämeenlinnan esi- ja rakennushistoria (1917).

## Politiker
Julius Ailio var politiskt engagerad, och anslöt sig efter storstrejken 1905 till socialdemokraterna; han grundade Arbetarakademien (fi. Työväen akatemia) i Grankulla, vars första föreståndare han var 1924–1933.